# Procesión de los Pasos
La Procesión de los Pasos es un desfile religioso penitencial que se celebra en la ciudad de León con objetivo de conmemorar la Pasión de Cristo y Muerte de Cristo. Dicho acto se celebra el Viernes Santo durante la Semana Santa desde el año 1611. Está organizado por la Cofradía del Dulce Nombre de Jesús Nazareno.
Tras la celebración desde medianoche de La Ronda, arranca la procesión, en torno a las 7:30 de la mañana, para no concluir hasta pasadas las 16:00, tras recorrer las calles del casco antiguo y el ensanche de la ciudad. En ella, más de 4.000 papones de dicha Cofradía, portan un total de 13 pasos, que recrean los momentos centrales de la Pasión de Cristo.
La mayoría de estos son obras del siglo XX, debido a que gran parte del patrimonio de la Cofradía, así como el de su hermana: la Cofradía de Nuestra Señora de las Angustias y Soledad, desapareció en el siglo XIX a consecuencia del incendio del que hasta entonces era su sede: el ya desaparecido Convento de Santo Domingo, ubicado en la plaza homónima, hoy centro neurálgico de la ciudad, provocado por las tropas francesas de Napoleón, así como debido a la desamortización decimonónica.

## Pasos

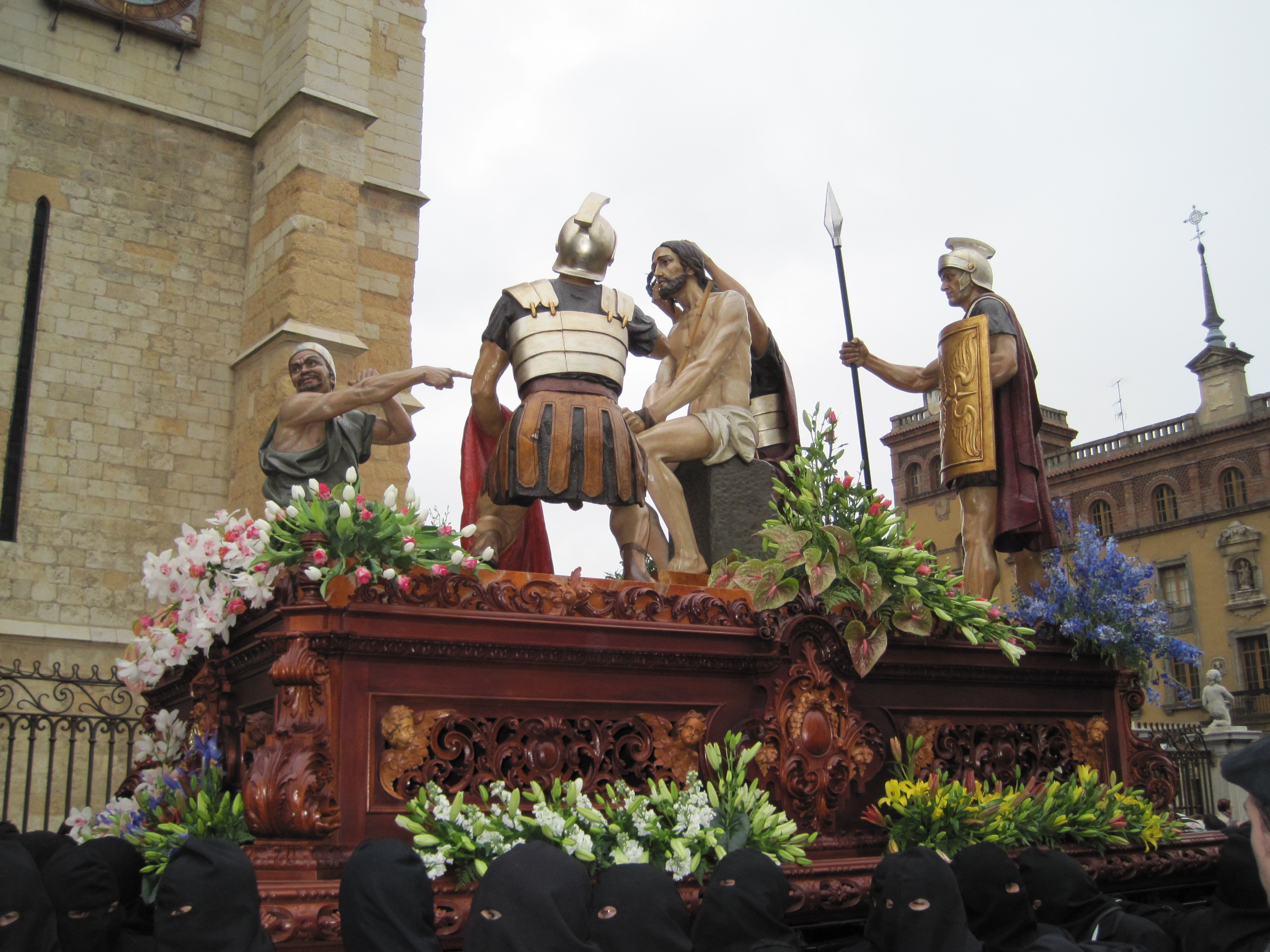
La Coronación de Espinas delante de la Catedral de León.

Los pasos que aparecen son, por orden: 
- La Oración en el Huerto (Víctor de los Ríos, 1952)
- El Prendimiento (Ángel Estrada, 1964)
- La Flagelación (atribuido a Gaspar Becerra, siglo XVI)
- La Coronación de Espinas (Higinio Vázquez, 1977)
- El Ecce Homo (de serie, 1905)
- Nuestro Padre Jesús Nazareno (Escuela castellana, siglo XVII)
- La Verónica (Francisco de Pablo, 1926)
- El Expolio (Francisco Díez de Tudanca, 1675)
- La Exaltación de la Cruz (Navarro Arteaga, 2000)
- La Crucifixión (de serie, 1908)
- Santísimo Cristo de la Agonía (Laureano Villanueva, 1973)
- San Juan (Víctor de los Ríos, 1946)
- La Madre Dolorosa (Víctor de los Ríos, 1949)

Mención especial merece el Nazareno, titular de la Cofradía, consta de dos imágenes: Nuestro Padre Jesús Nazareno, obra de vestir, cuya cabeza se salvó de la quema del Convento de Santo Domingo, realizado entre 1610-1650 en Valladolid, presumiblemente por Gregorio Fernández, mientras el resto de la imagen (manos y pies), así como El Cirineo que lo acompaña es obra de Víctor de los Ríos (1946). Es una imagen que despierta gran devoción entre los leoneses, que lo acompañan en un grupo muy numeroso en su procesión.
A lo largo de la procesión tiene lugar El Encuentro, que es el acto más destacado de la misma. Llegados a la Plaza Mayor se escenifica, tras un breve sermón pronunciado desde el balcón del Consistorio, el encuentro entre San Juan y la Dolorosa, en presencia del Nazareno y que cada año reúne a miles de leoneses y turistas que se acercan a León en esas fechas.

## Recorrido

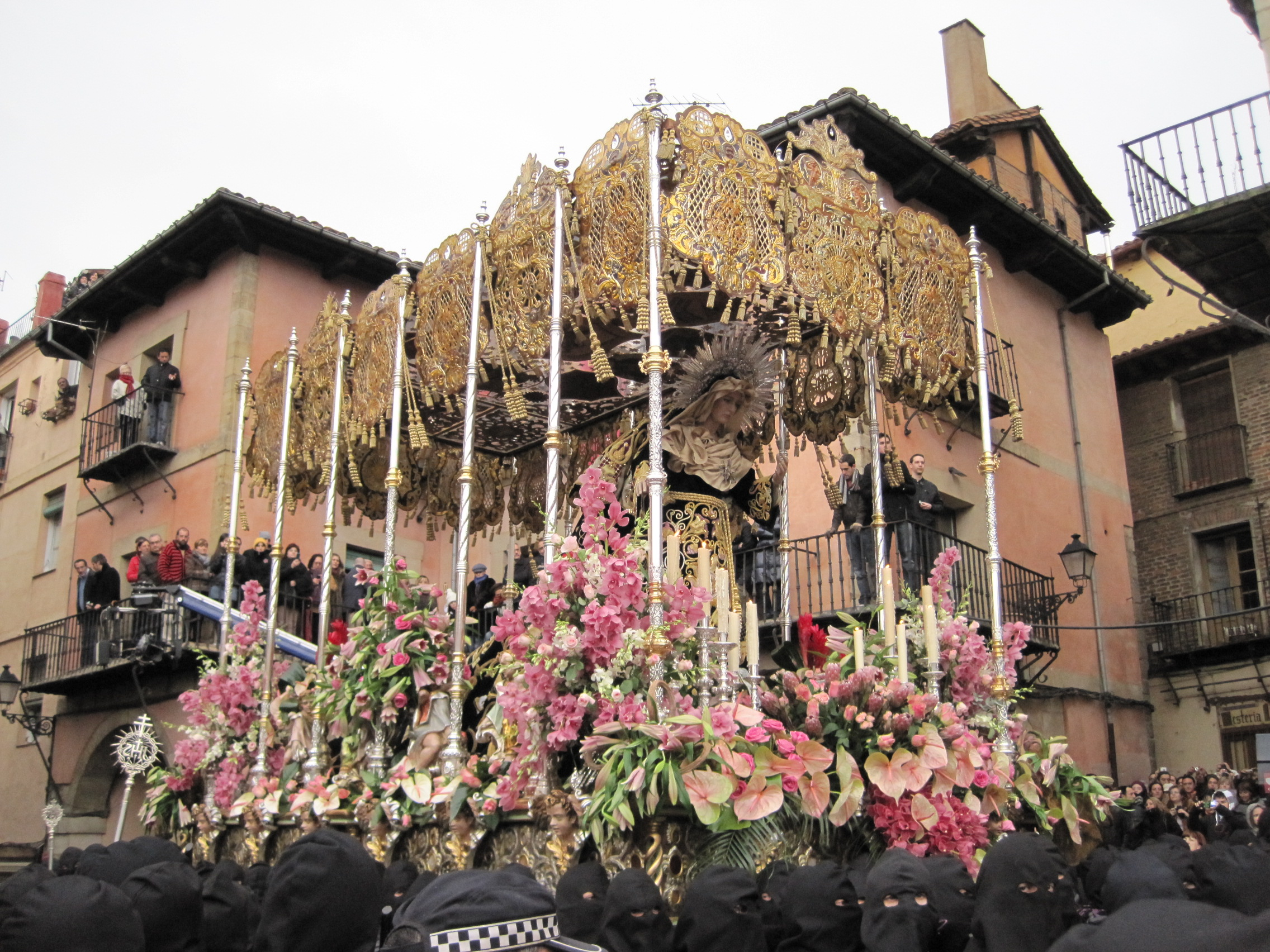
La Madre Dolorosa en la Plaza Mayor, durante el Encuentro con San Juan.

El recorrido tradicional es el denominado, por Máximo Cayón Waldaliso, de los cuatro conventos.
Así, partiendo de la Capilla de Santa Nonia, la procesión transita por:
Plaza de San Francisco, Calle Hospicio, Calle Escurial, Plaza Santa María del Camino, Cuesta de las Carbajalas, Calle Corta, Cuesta de los Castañones, Calle Santa Cruz, Plaza Mayor (donde se celebrará El Encuentro), Calle Mariano Domínguez Berrueta, Plaza de Regla, Calle Cardenal Landázuri, Calle Convento, Plaza del Vizconde, Calle Serranos, Plaza de Santo Martino (donde se recogerá para efectuar el descanso), Calle Sacramento, Plaza de San Isidoro, Paseo del Cid, Calle Ancha, Plaza de Santo Domingo, Avenida Ordoño II, Calle Gil y Carrasco, Calle Burgo Nuevo, Avenida Independencia, Calle Legio VII, Plaza de San Marcelo, Calle Teatro, Calle la Rúa, Plaza de San Francisco y regresa finalmente a la Capilla de Santa Nonia.